# Hamengkubuwono II
Hamengkubuwono II (Yogyakarta, 7 marzo 1750 – Yogyakarta, 3 gennaio 1828) è stato un sovrano indonesiano.
Fu il secondo sultano di Yogyakarta.

## Biografia

### Il primo periodo di governo
Figlio del sultano Hamengkubuwono I, succedette al trono di suo padre alla morte di questi nel 1792 col nome di Hamengkoeboewono II. Monarca idealista, era fermamente intenzionato a riformare il governo del suo sultanato, licenziando gli alti funzionari che avevano imperato all'epoca del governo di suo padre. Patih Danureja I, ad esempio, venne sostituito da suo nipote, Patih Danureja II, anche se tale decisione si rivelò in seguito azzardata per lo spiccato senso filo-olandese di Danureja II.
Dopo alcuni anni di governo, Hamengkoeboewono II, sempre più contrario alla dominazione olandese, si scontrò con la crescente intenzione dei Paesi Bassi che non volevano unicamente commerciare con l'area di Java, ma piuttosto tentavano di stabilirvi una vera e propria colonia. La potente Compagnia Olandese delle Indie Orientali, infatti, era stata scalzata dal Bengala a favore degli inglesi che stavano potenziando le loro colonie nell'area indiana. La Compagnia delle Indie Orientali olandese finì in bancarotta e venne infine nazionalizzata nel 1799, ma la Repubblica Batava continuò a perseguirne i fini in fatto di colonizzazione.

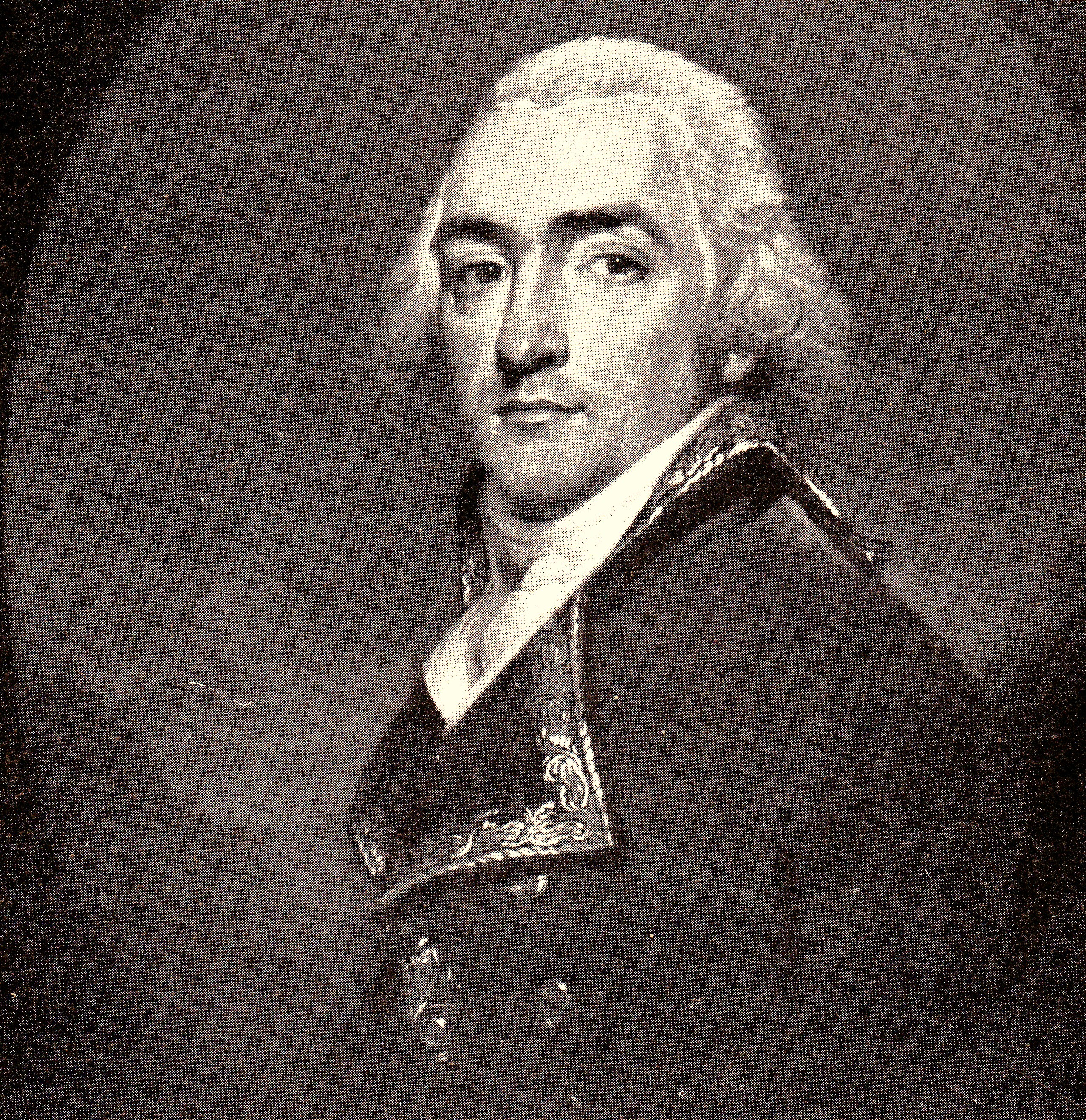
Herman Willem Daendels.

Nel 1808, l'energico maresciallo e rivoluzionario Herman Daendels, venne nominato governatore generale delle Indie orientali olandesi. Daendels, per principi ideologici, si dimostrò da subito fortemente contrario al sistema feudale che imperava in Indonesia, come già vi si era opposto in Europa. Daendels nominò dei governatori locali con ampi poteri a scapito del potere dei sovrani autonomi. Hamengkoeboewono II cercò di mantenere le proprie prerogative, ma fu tra i pochi perché anche il sultano Pakueboewono IV di Surakarta, suo parente, finì per cedere alle richieste degli olandesi nella speranza che i Paesi Bassi avrebbero ripristinato l'Impero di Mataram.
Anche Hamengkoeboewono II ebbe dei problemi con Patih Danureja II, il quale sostituì con il principe Natadiningrat, figlio di suo fratello, il principe Natakusuma. Proprio per questo, sebbene in maniera sotterranea, il sultano Hamengkoeboewono sostenne le ribellioni che stavano manifestandosi qua e là nel suo paese.
Quando i Paesi Bassi riuscirono a reagire a queste rivolte, addebitarono i costi di guerra a Hamengkoeboewono II, ritenuto da loro ostile al regime coloniale, ma il sultano si rifiutò di cedere alle richieste degli europei e nel dicembre del 1810 Daendels, stanco del doppio gioco, prese d'assalto il palazzo reale. Hamengkoeboewono II venne deposto in modo umiliante e venne rimpiazzato dal figlio primogenito Hamengkubuwono III col rango di principe reggente di Yogyakarta il 31 dicembre 1810.

### Il secondo periodo di governo

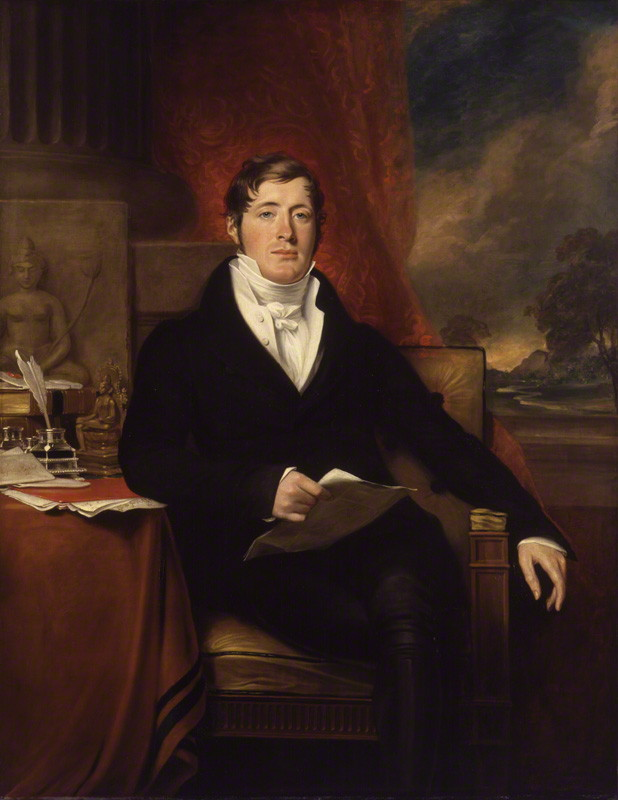
Thomas Stamford Raffles.

Malgrado la presenza di suo figlio sul trono, Hamengkubuwono II era desideroso di tornare sul trono per evitare che gli olandesi lo pilotassero ad una politica nazionale a loro più favorevole. Il 28 dicembre 1811, Hamengkoeboewono II, approfittò della sconfitta di Daendel ad opera degli inglesi di Thomas Raffles, facendosi proclamare da quest'ultimo sultano e spodestando quindi il figlio; questo suo regno ad ogni modo durò poco in quanto venne nuovamente deposto il 20 giugno 1812 dal momento che, già poco dopo la sua ascesa, entrò in conflitto anche con gli inglesi per la loro politica spiccatamente coloniale. Soehunan Pakubarewono IV di Surakarta sfruttò la situazione a suo favore incoraggiando Hamengkoeboewono II nella sua opposizione agli inglesi, che a loro volta si ponevano come veri e propri colonizzatori di Giava. La corrispondenza tra i due principi ad ogni modo fu intercettata e, come già successo in passato, gli inglesi punirono Hamengkoeboewono II nel giugno del 1812 privandolo della corona a favore del figlio, il quale si mostrava molto più accondiscendente nei loro confronti.
Il 28 giugno 1812, Hamengkoeboewono II venne portato quindi in esilio sull'isola di Penang a bordo di una nave britannica. Li rimase sino all'aprile del 1815 quando il possedimento ritornò nelle mani degli olandesi i quali, pure desiderosi di contenere le esuberanze dell'ex sovrano, lo inviarono dapprima a Batavia e poi ad Ambon il 10 gennaio 1817. Tra il 1825 e il 1826 fu nuovamente tenuto prigioniero a bordo di navi olandesi nei porti di Surabaya e Batavia.

### Il terzo periodo di governo e la morte
L'ormai settantaseienne sultano Hamengkoeboewono II venne intronizzato per la terza volta 17 agosto 1826, rimanendo in carica sino alla propria morte, avvenuta il 3 gennaio 1828. Egli spodestò questa volta il pronipote Hamengkubuwono V che, data la giovane età, era stato affiancato da un consiglio di reggenza che ancora una volta era fortemente condizionato dalla presenza degli olandesi. Anche questo governo ad ogni modo ebbe breve vita, stroncato dalla sua stessa fine. Dopo la sua morte, Hamengkubuwono V venne restaurato al trono.
A differenza dei suoi successori, non venne sepolto nel mausoleo reale ma a Koda Gede.
Si era sposato in totale 33 mogli, dalle quali aveva avuto in tutto circa ottanta figli.